# Zatoka (obwód lwowski)
Zatoka (ukr. Затока, niem. Ottenhausen) – wieś na Ukrainie, w rejonie jaworowskim obwodu lwowskiego.

## Historia
Dawniej wieś w powiecie gródeckim.